# Aeterni regis
Papeško bulo Aeterni regis ['Večnega kralja'] je 21. junija 1481 izdal papež Sikst IV.. Potrdila je vsebino pogodbe iz Alcáçovasa, pri čemer je ponovila potrditev te pogodbe, da so Kanarski otoki v lasti Kastilije, in podelila Portugalski vse nadaljnje ozemeljske pridobitve krščanskih sil v Afriki in na vzhodu do Indije.

## Ozadje
Vojna za kastiljsko nasledstvo je potekala med Portugalsko in Kastilijo od 1475 do 1479 glede tega, kdo naj nasledi Henrika IV. Kastiljskega, njegova hčerka Ivana ali njegova polsestra Izabela. Ivana je bila poročena z Afonsom V. Portugalskim, Izabela pa s Ferdinandom II. Aragonskim. Obe kraljestvi sta zahtevali ozemeljsko suverenost nad Kanarskimi otoki in zahodno obalo Afrike. Medtem ko je imela Kastilija nekaj uspeha v kopenskih bitkah, je imela Portugalska prednost na morju.

## Pogodba iz Alcaçovasa
S pomočjo Beatrice, vojvodinje Viseuske, prve sestrične Afonsa V. in tete Izabele Kastiljske, sta se stranki pogajali o poravnavi. Pogodba je bila sklenjena v Alcáçovasu na jugu Portugalske (v hiši done Beatrice) 4. septembra 1479. Vsaka stran se je strinjala, da se bo odpovedala vsem zahtevam po kraljestvu druge. Sporazum je vključeval pogoje sporazuma iz leta 1431 o vrnitvi krajev, izpustitvi ujetnikov in rušenju trdnjav. Poleg tega je Portugalska prepustila Kanarske otoke Kastiliji, Kastilija pa je priznala portugalsko posest in pravice do trgovanja z Azori, Madeiro, Zelenortskimi otoki in obalo Gvineje. Nadalje je bilo določeno, da se vsaka kršitev pogojev kaznuje z denarno kaznijo 300.000 zlatov doblas.
Stranska pogodba je Tercerias de Moura uredila poroko vnuka Afonsa V. Alfonsa z najstarejšo hčerko Izabele Kastiljske, ki se je prav tako imenovala Izabela. Določalo je, da bodo otroci živeli v Mourosu, mestu blizu meje med obema kraljestvoma, pod nadzorom done Beatrice, dokler ne bodo dovolj stari za poroko.
Pogodba tudi navaja, da so pogodbenice slovesno prisegle, da bodo spoštovale njene pogoje, in se zavezale, da pozneje ne bodo zahtevale ali izkoristile oprostitve prisege od papeža ali njegovega predstavnika.
4. maja 1481 je portugalski kralj Afonso V. podelil svojemu sinu Infantu Ivanu trgovino in ribištvo v Gvineji ter prepovedal vsakomur, da bi šel tja brez prinčevega dovoljenja. Do konca avgusta je princ Ivan nasledil svojega očeta kot kralj. Njegov glavni cilj je bil najti morsko pot na vzhod.

## Papeževo potrdilo
Bula je potrdila prejšnje bule Romanus Pontifex, ki jih je izdal papež Nikolaj V. leta 1455. Vključila je tudi pogoje, o katerih sta se že dogovorili Portugalska in Kastilija v pogodbi iz Alcáçovasa, s čimer je dala moralno avtoriteto teritorialni delitvi strank.
Po mnenju Malyn Newitt v A History of Portuguese Overseas Expansion je »Portugalski ... imperij lahko zrasel na način, ki bi bil nemogoč, če bi ga izzval dobro oborožen nasprotnik«. Vendar sta Izabela in Ferdinand bila vpletena v granadsko vojno, Anglija je bila zapletena v dinastični konflikt, Ludvik XI. Francoski pa je bil vpleten v zadeve v Italiji.